# Campionato mondiale di padel
Il campionato mondiale di padel è la massima competizione per le rappresentative di padel (squadre comunemente chiamate "nazionali") maschili e femminili maggiori delle federazioni sportive affiliate alla FIP.

## Storia
La prima edizione si è tenuta in Spagna, presso l'Esposizione Universale di Siviglia e presso il club Golf La Moraleja di Alcobendas a Madrid. Questo evento è organizzato dalla Federazione Internazionale di Padel.

## Formato
Il formato della competizione sia per il torneo maschile che femminile, prevede una fase iniziale formata da 16 squadre suddivise in quattro gironi, nella quale le prime due claddificate di ogni girone hanno accesso alla fase ad eliminazione diretta, che comprende ottavi di finale, quarti di finale, semifinali, finale o eventuale terzo posto.
Il pareggio nella fase a gironi vale 2 punti, mentre le sconfitte 1 punto.

## Albo d'oro

### Maschile
| Edizione | Edizione                    | Podio     | Podio     | Podio      |
| Anno     | Organizzatore               | Campione  | Seconda   | Terza      |
| -------- | --------------------------- | --------- | --------- | ---------- |
| 1992     | Spagna (Madrid)             | Argentina | Spagna    | Uruguay    |
| 1994     | Argentina (Mendoza)         | Argentina | Spagna    | Uruguay    |
| 1996     | Spagna (Madrid)             | Argentina | Spagna    | Brasile    |
| 1998     | Argentina (Mar del Plata)   | Spagna    | Argentina | Brasile    |
| 2000     | Francia (Tolosa)            | Argentina | Spagna    | Brasile    |
| 2002     | Messico (Città del Messico) | Argentina | Spagna    | Brasile    |
| 2004     | Argentina (Buenos Aires)    | Argentina | Spagna    | Brasile    |
| 2006     | Spagna (Murcia)             | Argentina | Brasile   | Spagna     |
| 2008     | Canada (Calgary)            | Spagna    | Argentina | Brasile    |
| 2010     | Messico (Cancun)            | Spagna    | Argentina | Brasile    |
| 2012     | Messico (Cancun)            | Argentina | Brasile   | Paraguay   |
| 2014     | Spagna (Palma di Maiorca)   | Argentina | Spagna    | Paraguay   |
| 2016     | Portogallo (Cascais)        | Argentina | Spagna    | Brasile    |
| 2021     | Qatar (Doha)                | Spagna    | Argentina | Brasile    |
| 2022     | Emirati Arabi Uniti (Dubai) | Argentina | Spagna    | Francia    |
| 2024     | Qatar (Doha)                | Argentina | Spagna    | Portogallo |

### Femminile
| Edizione | Edizione                    | Podio     | Podio     | Podio      |
| Anno     | Organizzatore               | Campione  | Seconda   | Terza      |
| -------- | --------------------------- | --------- | --------- | ---------- |
| 1992     | Spagna (Madrid)             | Argentina | Spagna    | Uruguay    |
| 1994     | Argentina (Mendoza)         | Argentina | Spagna    | Uruguay    |
| 1996     | Spagna (Madrid)             | Argentina | Spagna    | Uruguay    |
| 1998     | Argentina (Mar del Plata)   | Spagna    | Argentina | Uruguay    |
| 2000     | Francia (Tolosa)            | Spagna    | Argentina | Brasile    |
| 2002     | Messico (Città del Messico) | Argentina | Spagna    | Messico    |
| 2004     | Argentina (Buenos Aires)    | Argentina | Spagna    | Brasile    |
| 2006     | Spagna (Murcia)             | Argentina | Spagna    | Brasile    |
| 2008     | Canada (Calgary)            | Argentina | Spagna    | Brasile    |
| 2010     | Messico (Cancun)            | Spagna    | Argentina | Brasile    |
| 2012     | Messico (Cancun)            | Argentina | Brasile   | Francia    |
| 2014     | Spagna (Palma di Maiorca)   | Spagna    | Argentina | Portogallo |
| 2016     | Portogallo (Cascais)        | Spagna    | Argentina | Brasile    |
| 2018     | Paraguay (Asunción)         | Spagna    | Argentina |            |
| 2021     | Qatar (Doha)                | Spagna    | Argentina | Italia     |
| 2022     | Emirati Arabi Uniti (Dubai) | Spagna    | Argentina | Italia     |
| 2024     | Qatar (Doha)                | Spagna    | Argentina | Italia     |

## Medagliere

### Maschile
| Pos. | Squadra    | 1º posto | 2º posto | 3º posto | Totale |
| ---- | ---------- | -------- | -------- | -------- | ------ |
| 1    | Argentina  | 12       | 4        | -        | 16     |
| 2    | Spagna     | 4        | 10       | 1        | 15     |
| 3    | Brasile    | -        | 2        | 9        | 11     |
| 4    | Uruguay    | -        | -        | 2        | 2      |
| 4    | Paraguay   | -        | -        | 2        | 2      |
| 6    | Francia    | -        | -        | 1        | 1      |
| 6    | Portogallo | -        | -        | 1        | 1      |

Il giocatore che detiene il primato assoluto di permanenza al numero uno in classifica mondiale del World Padel Tour, oltre 16 anni consecutivi, considerando uomini e donne, è l'argentino Fernando Belasteguín: inoltre Belasteguín, soprannominato Bela, ha vinto sei titoli mondiali.

### Femminile
| Pos. | Squadra    | 1º posto | 2º posto | 3º posto | Totale |
| ---- | ---------- | -------- | -------- | -------- | ------ |
| 1    | Spagna     | 9        | 7        | -        | 16     |
| 2    | Argentina  | 8        | 9        | -        | 17     |
| 3    | Brasile    | -        | 1        | 6        | 7      |
| 4    | Uruguay    | -        | -        | 4        | 4      |
| 5    | Italia     | -        | -        | 3        | 3      |
| 6    | Francia    | -        | -        | 1        | 1      |
| 6    | Messico    | -        | -        | 1        | 1      |
| 6    | Portogallo | -        | -        | 1        | 1      |